# آتسوشی ایتو (کشتی‌گیر)
آتسوشی ایتو (انگلیسی: Atsushi Ito؛ زادهٔ ۱۹ مهٔ ۱۹۶۴) کشتی‌گیر اهل ژاپن بود.